# Osai Ojigho
Osai Ojigho est une avocate nigériane spécialiste des droits humains et de l'égalité des sexes,. Depuis 2021 elle est directrice du bureau national d'Amnesty International au Nigeria. Elle est membre du conseil consultatif mondial de l'Institute for African Women in Law et siège au conseil d'administration d'Alliances for Africa,,.

## Enfance et éducation
Ojigho est née en 1976 dans l'État de Lagos. Elle obtient sa licence de droit à l'université de Lagos et une maîtrise de droit à l'université de Wolverhampton au Royaume-Uni. Elle a été admise au barreau nigérian en 2000 et obtient un diplôme pratique en droits de l'homme au College of Law of England and Wales en 2010,.

## Carrière
En 2017, Ojigho a été nommée directrice nationale d'Amnesty International au Nigeria, où elle a supervisé et participé à des campagnes de plaidoyer et de changement social, notamment le mouvement Bring Back Our Girls et End SARS,,. Elle a également prêté sa voix de l'organisation à diverses luttes contre les violations des droits humains et des responsabilités, l'injustice sociale, le droit au logement et la violence sexuelle et sexiste,,,,. Avant cela, elle Osai a été responsable du programme panafricain d'Oxfam.